# بوكيمون: لوكاريو أند ذا مايستري أوف ميو
بوكيمون: لوكاريو أند ذا مايستري أوف ميو (بالإنجليزية: Pokémon: Lucario and the Mystery of Mew)‏ هو فيلم رسوم متحركة خيالي ياباني تم إنتاجه في سنة 2005، من إخراج كونيهيكو يوياما وبطولة ريكا ماتسموتو وإيكوي أوتاني ويوجي أويدا و فوسيجي يامادا.

## القصة
يصل آشي إلى قصر كاميرون حيث يُقام مهرجان للاحتفال بالسير آرون، البطل القديم الذي حال دون اندلاع حرب كانت على وشك البدء خارج شجرة البداية. خلال المهرجان، يرتدي آشي عن طريق الصدفة ملابس مشابهة لملابس آرون، ويتنافس في بطولة في قصر كاميرون وينجح، ليصبح "حارس الأورا" لتلك السنة. كجزء من الاحتفال، يُمنح آشي عصا آرون، التي تحتوي على رفيقه البوكيمون، لوكاريو، الذي تم حجزه قبل أن يوقف الحرب.
ومع ذلك، عندما أغشي على بيكاتشو أثناء حمايته لميو من مغامر يُدعى كيد حاول وضع جهاز تتبع على البوكيمون الأسطوري باستخدام زوج من ويلايل، تم نقل بيكاتشو بعيدًا بواسطة ميو. بطبيعة الحال، يتبع آشي، بمساعدة لوكاريو الذي أُطلق من العصا عندما "اتخذ آشي وضعية" السير آرون، ميو إلى شجرة البداية لإنقاذ بيكاتشو. ومع ذلك، فإن لوكاريو، الذي تم حجزه لفترة طويلة، فقد الثقة تمامًا في البشر مما يؤدي إلى قتال بعد بداية مغامرتهم. أثناء السفر، يقدم ماكس للوكاريو قطعة شوكولاتة، والتي يعجب بها ويساعده ذلك على الثقة بالبشر. في النهاية، يكسب آشي ثقة لوكاريو من خلال الاعتذار عن كلماته الجارحة ويدخلان شجرة البداية. يتعرضان للهجوم من قبل ريجيروكس، ريجيس، وريجيستيل، حراس الشجرة الذين يتعرفون عليهم كتهديد.
يدخلان الشجرة ويتعرضان لهجوم من نظام الدفاع الخاص بالشجرة، آليات من نوع الأجسام المضادة، التي تم تفعيلها بواسطة روبوتات الاستطلاع الخاصة بكيد. بينما يتمكن آشي من لم شمل بيكاتشو، تختطف الأجسام المضادة فريق روكيت وكيد وآشي ورفاقه وتمتصهم في الشجرة، لكن ميو ينقذهم من خلال التحدث مع آلية دفاع الشجرة. يؤدي اضطراب تدفق الطاقة في الشجرة بسبب نظام الدفاع إلى صدمة للشجرة، وبما أن ميو والشجرة هما كائنات متبادلة تعتمد على بعضها البعض من أجل البقاء، يصبح ميو أيضًا مريضًا جدًا. أثناء سفرهم إلى قلب الشجرة، يشهد آشي وكيد ولوكاريو رؤية من زهرة زمنية لآرون وهو يضحي بنفسه لوقف حرب. بعد هذه الرؤية، يجمع لوكاريو وآشي طاقتهما لعكس التدمير الذاتي للشجرة وإنقاذ ميو، لكن لوكاريو يدفع آشي بعيدًا نحو إتمام العملية لإنقاذ آشي.
بعد استعادة الشجرة، يعثر لوكاريو المتعب على زهرة زمنية أخيرة. من خلال الرؤية التي تخلقها، يرى لوكاريو آرون يحتضر ويتعلم أن معلمه أغلقه لضمان عدم موته معه، ويشكره أيضًا على كونه صديقه. لوكاريو، الذي تأثر بكلمات آرون الأخيرة، ينتقل بسلام. بينما يعيد كيد وآشي لم الشمل مع فريقهما، تقرر كيد الاحتفاظ باكتشافها طي الكتمان، ويعد آشي بالحفاظ على ذاكرة لوكاريو معه.
في النهاية، يُظهر الائتمان لوكاريو مُضافًا إلى لوحة للسير آرون، مما يدل على أن مالكي القلعة يحترمون مكانته كبطل. بينما يتجه آشي ورفاقه لمتابعة رحلتهم، تزور كيد سامرز بتلر وديانا من الفيلم السابق، بوكيمون: جيراتشي—صانع الأمنيات. في نهاية الائتمان، يظهر لوكاريو والسير آرون معًا وهما يتناولان قطعة من الشوكولاتة.

## الإصدار
تم إصدار فيلم "بوكيمون: لوكاريو أند ذا مايستري أوف ميو" في اليابان في 16 يوليو 2005.

## روابط خارجية
- بوكيمون: لوكاريو أند ذا مايستري أوف ميو على موقع IMDb (الإنجليزية)
- بوكيمون: لوكاريو أند ذا مايستري أوف ميو على موقع روتن توميتوز (الإنجليزية)
- بوكيمون: لوكاريو أند ذا مايستري أوف ميو على موقع نتفليكس (الإنجليزية)
- بوكيمون: لوكاريو أند ذا مايستري أوف ميو على موقع ألو سيني (الفرنسية)
- بوكيمون: لوكاريو أند ذا مايستري أوف ميو على موقع Turner Classic Movies (الإنجليزية)
- بوكيمون: لوكاريو أند ذا مايستري أوف ميو على موقع أول موفي (الإنجليزية)
- بوكيمون: لوكاريو أند ذا مايستري أوف ميو على موقع فيلمافينيتي (الإسبانية)
- بوكيمون: لوكاريو أند ذا مايستري أوف ميو على موقع قاعدة بيانات الفيلم (الإنجليزية)
- بوكيمون: لوكاريو أند ذا مايستري أوف ميو على موقع ليتربوكسد (الإنجليزية)
- بوكيمون: لوكاريو أند ذا مايستري أوف ميو على موقع كينوبويسك (الروسية)